# Sidi Bel Abbès
Sidi Bel Abbès (in arabo: سيدي بلعباس) è una città dell'Algeria nordoccidentale, capoluogo della provincia omonima, sulle sponde del fiume Mékerra.

## Storia
Fu fondata dai francesi nel 1843, e dal 1931 al 1961 fu quartier generale e città simbolo della Legione straniera francese.

## Infrastrutture e trasporti

### Strade
- Autostrada A1, chiamata anche l'autostrada dell'ovest, che attraversa il territorio comunale, con una uscita.